# 福田晴一
福田 晴一（ふくだ せいいち、1916年8月16日 - 1996年5月11日）は、日本の映画監督、脚本家である。別名船橋 一（ふなばし はじめ）。1939年（昭和14年）6月、日活多摩川撮影所（現在の角川大映撮影所）に入社、内田吐夢に師事し、内田とともに興亜映画、松竹京都撮影所と移る。第二次世界大戦に出征した時期を挟んで同撮影所で助監督を務め、1954年（昭和29年）に監督昇進、「伝七捕物帳シリーズ」「二等兵物語シリーズ」のほとんどの作品を手がける。1962年（昭和37年）に退社後は、黎明期の成人映画を量産し、台湾映画・インドネシア映画も手がけた。

## 人物・来歴
1916年（大正5年）8月16日、東京府南足立郡千住町本町（現在の東京都足立区千住）に生まれる。同地は、明治時代に開業した北千住駅の西口駅前に位置し、福田の幼少時から青年期にかけて、周囲には複数の映画館が存在した。幼少時から映画界に憧れ、旧制・蔵前高等工業学校（現在の東京工業大学）建築科在学中、1935年（昭和10年）5月に日本で公開された『外人部隊』の監督ジャック・フェデーに憧れ、映画界入りへの思いを抱いたという。
1937年（昭和12年）3月、同校を卒業、1939年（昭和14年）6月、日活多摩川撮影所に入社する。内田吐夢、島耕二らに助監督として師事していたが、1941年（昭和16年）に全勝キネマを松竹が買収して設立した興亜映画に内田が移籍、福田はそれとともに同社へ移籍する。同年11月、興亜映画が興行会社に業態を変更したのにともない、内田とともに太秦の松竹京都撮影所に転籍している。第二次世界大戦が始まり、翌1942年（昭和17年）1月10日には、日活等が戦時統合を行い大映を設立しているが、このころ福田は、内田のほか、田坂具隆の作品等の助監督を務めていた。戦局も押し迫った1944年（昭和19年）6月、満27歳の福田は召集を受けて海軍補充兵として入営、サイパン、グアム、トラック島といった南洋の激戦地を転戦した。
1945年（昭和20年）8月15日に第二次世界大戦は終了したが、福田が復員後、職場に復帰したのは1946年（昭和21年）6月、満29歳のときであった。その後、『長崎物語』（大曾根辰夫、1947年12月18日公開）等の作品で助監督を務めた。1950年（昭和25年）1月29日、結婚した。チーフ助監督に昇進して記録に残っているのは、『あゝ青春』（監督佐分利信、1951年6月15日公開）、『稲妻草紙』（監督稲垣浩、1951年12月30日公開）、『丹下左膳』（監督松田定次、1952年8月14日公開）等である。助監督の身分のまま、1952年（昭和27年）に短篇映画を2本、1954年（昭和29年）2月17日には初めて監督した長篇劇映画『風来坊』が公開されており、同年9月には正式に監督に昇進し、同年12月8日に公開された『伝七捕物帳 黄金弁天』が公式な監督第一作である。高田浩吉が主演した「伝七捕物帳シリーズ」は全12作のうち7作、翌1955年（昭和30年）から始まる伴淳三郎・花菱アチャコ主演の「二等兵物語シリーズ」は全10作のうち9作、それぞれ福田が監督した。同年、師の内田吐夢が長いシベリア抑留から帰国、東映京都撮影所で『血槍富士』を監督することになり、13年ぶりに再会した。このとき内田は福田に「演出の心がまえとは?」と問い、福田は「当分は、安くて早くておもしろい作品を」と答えたという。1960年（昭和35年）10月12日に放映を開始したオムニバステレビ映画『十字路』全12話では、第1話と最終話のほか第5話も監督した。劇場用映画38作を監督して、1962年（昭和37年）6月、満45歳のときに松竹を退社した。
フリーランスになってからは、宝塚映画製作所が製作し、1965年（昭和40年）1月6日 - 同年3月31日に放映された連続テレビ映画『剣は知っていた』（原作柴田錬三郎、脚本藤本義一）を監督している。1941年以来、出征中を挟んで24年間、仕事の中心地であった関西を離れて、同年中に関東に戻り、独立系成人映画の世界に踏み出す。第一作は、元新東宝の小森白のKPC（のちの東京興映）、同じく寺坂徹の寺坂プロダクションが共同で製作し、新東宝関西支社の後身である新東宝映画が配給、翌1966年（昭和41年）1月に公開された牧和子（のちの松井康子）主演作、『爛熟』である。協立映画が製作、日本シネマフィルム（日本シネマ）が配給して同年6月に公開された香取環の主演作『産婦人科日記より 悪徳医』はヒットし、シリーズ化した。続篇として製作され、翌1967年（昭和42年）5月23日に公開された左京未知子主演作『続悪徳医 女医篇』は、「マダム・オー」（Madame O）の題名で1970年（昭和45年）には米国で公開されている。『日本映画発達史』の田中純一郎は、同書のなかで成人映画黎明期のおもな脚本家・監督として、若松孝二、高木丈夫（本木荘二郎の変名）、南部泰三、小林悟、新藤孝衛、糸文弘、小川欽也、小森白、山本晋也、湯浅浪男、宮口圭、深田金之助、藤田潤一、小倉泰美、浅野辰雄、渡辺護、片岡均（水野洽の変名）とともに、福田の名を挙げている。福田は27作の成人映画を短期間に量産した。
1969年（昭和44年）8月、台湾に渡り、國民教育電影が製作する映画『龍王子』を監督した。同年11月に関東映配が配給して公開された『肉ずき』を最後にしばらく成人映画を離れ、1971年（昭和46年）5月に公開された青山美沙主演作『衝撃の性告白 交換の罠』については、船橋 一の名でクレジットされた。当時福田は、千葉県船橋市に住み、以降、同市内で暮らした。以降、成人映画の世界を去り、同年10月、翌1972年（昭和47年）7月の二回、インドネシアに滞在、現地での映画製作に取り組んだ。
1996年（平成8年）5月11日、呼吸不全のため千葉県船橋市内の病院で死去した。満79歳没。

## フィルモグラフィ
特筆以外のクレジットはすべて「監督」である。東京国立近代美術館フィルムセンター（NFC）等の所蔵状況についても記す。

### 助監督時代
- 『歴史 第一部 動乱戊辰』 : 監督内田吐夢、原作榊山潤、主演小杉勇、製作日活多摩川撮影所、配給日活、1940年5月15日公開 - 助監督
- 『歴史 第二部 焦土建設』『歴史 第三部 黎明日本』 : 監督内田吐夢、原作榊山潤、主演小杉勇、製作日活多摩川撮影所、配給日活、1940年5月30日公開 - 助監督
- 『山高帽子』 : 監督島耕二、原作河内仙介、主演杉狂児・伊沢蘭子、製作日活多摩川撮影所、配給日活、1941年1月14日公開 - 助監督
- 『次郎物語』 : 監督島耕二、原作下村湖人、主演杉幸彦、製作日活多摩川撮影所、配給日活、1941年12月11日公開 - 助監督、86分の上映用プリントをNFCが所蔵[8]
- 『興亜奉公日』 : 監督山口順弘、構成佃順、製作加治商会、配給日東商事、公開日不明（1940年前後） - 山口辰雄・島崎陽一とともに撮影・編集
- 『村の聲』 : 監督山口順弘、製作日本中央蠶絲會、公開日不明（1940年前後） - 佐田豊彦とともに演出助手、9分の上映用プリントをNFCが所蔵[8]
- 『町は青空』 : 脚本佃順、主演押本映治、製作・配給加治商会、1940年公開 - 佐田豊彦・山口順弘とともに監督、41分の上映用プリントをNFCが所蔵[8]

### 松竹京都撮影所
特筆以外すべて製作は松竹京都撮影所、配給は松竹である。
- 『母子草』 : 監督田坂具隆、原作小糸のぶ、主演風見章子、配給映画配給社（白系）、1942年6月4日公開 - 助監督
- 『鳥居強右衛門』 : 監督内田吐夢、原作吉川英治、主演小杉勇、配給映画配給社（紅系）、1942年10月1日公開 - 助監督
- 『海軍』 : 企画大本営海軍報道部、監督田坂具隆、原作岩田豊雄、主演山内明、配給映画配給社（紅白系）、1943年12月8日公開 - 助監督

- 『長崎物語』 : 製作小倉浩一郎、監督大曾根辰夫、脚本斎藤良輔・長瀬喜伴、主演水島道太郎、1947年12月18日公開 - 助監督
- 『あゝ青春』 : 製作杉山茂樹、監督佐分利信、脚本猪俣勝人、1951年6月15日公開 - チーフ助監督、109分の上映用プリントをNFCが所蔵[8]
- 『稲妻草紙』 : 製作小倉浩一郎、監督稲垣浩、主演阪東妻三郎、1951年12月30日公開 - チーフ助監督、98分の上映用プリントをNFCが所蔵[8]
- 『丹下左膳』 : 製作小倉浩一郎、監督松田定次、原作林不忘、脚本菊島隆三・成沢昌茂、主演阪東妻三郎、1952年8月14日公開 - チーフ助監督、92分の上映用プリントをNFCが所蔵[8]

- 『都おどり』[12]（『都をどり』[1]） : 考案谷崎潤一郎、主演祇園甲部歌舞会、1952年9月11日公開（短篇映画） - 構成（監督）
- 『和歌山県へ御招待』 : 1952年公開（短篇映画） - 構成（監督）
- 『風来坊』 : 原作山手樹一郎、主演若杉英二、1954年2月17日公開 - 監督デビュー作
- 『伝七捕物帳 人肌千両』 : 製作小倉浩一郎、監督松田定次、主演高田浩吉、1954年4月7日公開 - チーフ助監督
- 『伝七捕物帳 黄金弁天』 : 製作小倉浩一郎、原作野村胡堂、主演高田浩吉、1954年12月8日公開 - 公式監督第一作
- 『喧嘩奴』 : 製作小倉浩一郎、脚本安田重夫、主演高田浩吉、1955年2月22日公開
- 『伝七捕物帖 女郎蜘蛛』 : 製作小倉浩一郎、原作野村胡堂、主演高田浩吉、1955年4月19日公開
- 『お役者小僧 江戸千両幟』 : 製作市川哲夫・小倉浩一郎、原作子母沢寛、脚本安田重夫、主演高田浩吉、1955年8月10日公開
- 『二等兵物語 前篇女と兵隊 後篇蚤と兵隊』 : 製作杉山茂樹、原作梁取三義、脚本安田重夫、主演伴淳三郎・花菱アチャコ、1955年11月15日公開
- 『大江戸出世双六』 : 製作岸本吟一、脚本若尾徳平・淀橋太郎、主演高田浩吉、1955年12月28日公開 - 監督、50分の上映用プリントをNFCが所蔵[8]
- 『伝七捕物帖 花嫁小判』 : 製作杉山茂樹、脚本八尋不二、主演高田浩吉、1956年1月8日公開
- 『続二等兵物語 五里霧中の巻』 : 製作杉山茂樹、原作梁取三義、脚本安田重夫、主演伴淳三郎・花菱アチャコ、1956年3月18日公開
- 『伝七捕物帖 女狐駕籠』 : 製作杉山茂樹、脚本安田重夫、主演高田浩吉、1956年6月1日公開
- 『続二等兵物語 南方孤島の巻』 : 製作杉山茂樹、原作梁取三義、脚本安田重夫、主演伴淳三郎・花菱アチャコ、1956年7月13日公開
- 『花笠太鼓』 : 製作杉山茂樹、脚本安田重夫、主演高田浩吉、1956年8月14日公開
- 『りんどう鴉』 : 製作杉山茂樹、脚本安田重夫、主演高田浩吉、1957年1月15日公開
- 『伝七捕物帳 美女蝙蝠』 : 製作杉山茂樹、主演高田浩吉、1957年1月29日公開（映倫番号 10031）
- 『続二等兵物語 決戦体制の巻』 : 製作杉山茂樹、原作梁取三義、脚本安田重夫、主演伴淳三郎・花菱アチャコ、1957年3月26日公開（映倫番号 10068）
- 『折鶴さんど笠』 : 製作杉山茂樹、主演高田浩吉、1957年5月7日公開（映倫番号 10154）
- 『赤城の血煙 国定忠治』 : 製作杉山茂樹、原作子母沢寛、主演高田浩吉、1957年7月1日公開（映倫番号 10196）
- 『伴淳・アチャコ・夢声の活弁物語』 : 製作杉山茂樹、原作長谷川幸延、脚本舟橋和郎、主演伴淳三郎・花菱アチャコ・徳川夢声、1957年8月25日公開（映倫番号 10162）
- 『伝七捕物帳 銀蛇呪文』 : 製作杉山茂樹、脚本安田重夫、主演高田浩吉、1957年9月22日公開（映倫番号 10329）
- 『伝七捕物帳 髑髏狂女』 : 製作杉山茂樹、主演高田浩吉、1958年1月9日公開（映倫番号 10433）
- 『江戸群盗伝』 : 製作杉山茂樹、原作柴田錬三郎、主演近衛十四郎、1958年4月1日公開（映倫番号 10512）
- 『二等兵物語 死んだら神様の巻』 : 製作杉山茂樹、原作梁取三義、脚本安田重夫、主演伴淳三郎・花菱アチャコ、1958年4月20日公開（映倫番号 10601） - 監督、90分の16mmフィルム版上映用プリントをデジタルミームが所蔵[15]
- 『大岡政談 謎の逢びき』 : 製作杉山茂樹・小糸章、主演名和宏、1958年7月13日公開（映倫番号 10697）
- 『昨日は昨日今日は今日』 : 製作杉山茂樹、原作大林清、主演瑳峨三智子・朝丘雪路、1958年8月17日公開（映倫番号 10741）
- 『水戸黄門漫遊記』 : 製作杉山茂樹、主演伴淳三郎、1958年11月11日公開（映倫番号 10920）
- 『二等兵物語 あゝ戦友の巻』 : 製作杉山茂樹、原作梁取三義、脚本安田重夫、主演伴淳三郎、1958年12月28日公開（映倫番号 10984）
- 『かた破り道中記』 : 製作杉山茂樹・内藤陽介、主演伴淳三郎・森繁久彌、製作松竹京都撮影所・関西喜劇人協会、配給松竹、1959年3月17日公開（映倫番号 11119）
- 『二等兵物語 万事要領の巻』 : 製作杉山茂樹、原作梁取三義、脚本安田重夫、主演伴淳三郎・花菱アチャコ、1959年4月19日公開（映倫番号 11182）
- 『水戸黄門漫遊記 御用御用物語』 : 製作杉山茂樹・坂井禅互、脚本安田重夫、主演伴淳三郎・花菱アチャコ、1959年7月7日公開（映倫番号 11311）
- 『とどけ母の叫び』（『とゞけ母の叫び』） : 製作杉山茂樹、脚本依田義賢、主演山田五十鈴・田村高広、1959年9月6日公開（映倫番号 11362）
- 『新二等兵物語 吹けよ神風の巻』 : 製作杉山茂樹、脚本安田重夫、主演伴淳三郎・花菱アチャコ、1959年10月9日公開（映倫番号 11421）
- 『忍術武者修行』 : 製作杉山茂樹、脚本安田重夫、主演三木のり平・花菱アチャコ、1960年1月21日公開（映倫番号 12121）
- 『新二等兵物語 敵中横断の巻』 : 製作杉山茂樹、脚本安田重夫、主演伴淳三郎・花菱アチャコ、1960年4月1日公開（映倫番号 11715）
- 『流転』 : 製作吉村寛之、主演長岡秀幸・十朱幸代、1960年6月10日公開（映倫番号 11582）
- 『はったり二挺拳銃』 : 製作杉山茂樹、企画市川喜一、脚本小国英雄、主演伴淳三郎、1960年7月29日公開（映倫番号 12104）
- 『十字路』 : 製作松竹・フジテレビジョン、1960年10月12日 - 同年12月28日放映（オムニバステレビ映画）
  - 第1回『罠』 : 主演簑和田敏、1960年10月12日放映（テレビ映画）
  - 第5回『ただ一度の情事』 : 主演市川男女之助、1960年11月9日放映（テレビ映画）
  - 第12回『師走の風』 : 主演泉京子、1960年12月28日放映（テレビ映画）
- 『旗本愚連隊』 : 製作小倉浩一郎、原作村上元三、脚本伊藤大輔・山根優一郎、主演田村高廣・桑野みゆき、1960年12月27日公開（映倫番号 21132）
- 『第三捜査命令』 : 製作小糸章、原作樫原一郎、脚本高岩肇、主演田村高広、1961年3月15日公開（映倫番号 12193）
- 『喜劇 金の実る樹に恋が咲く』（『金の実る樹に恋が咲く』） : 製作吉村寛之、原作阿部知二、主演三上真一郎・伴淳三郎、1961年10月25日公開（映倫番号 12569）

### フリーランス
- 『剣は知っていた』 : 企画村上光一、原作柴田錬三郎、脚本藤本義一、主演早川恭二、製作宝塚映画製作所・フジテレビジョン、1965年1月6日 - 同年3月31日放映（連続テレビ映画）
- 『爛熟』 : 製作寺坂徹、主演牧和子（松井康子）、製作KPC（東京興映）・寺坂プロダクション、配給新東宝映画、1966年1月公開（成人映画・映倫番号 14318）
- 『寝がえり』 : 脚本中井優、主演谷口朱里、製作真映プロダクション、配給日本シネマ、1966年5月3日公開（成人映画・映倫番号 14478）
- 『産婦人科日記より 悪徳医』（『悪徳医 産婦人科日記』） : 企画千葉実、製作池田一夫、脚本司知巳、主演香取環、製作協立映画、配給日本シネマフィルム、1966年6月公開（成人映画・映倫番号 14564）
- 『赤い情事』 : 製作鷲尾飛天丸、主演内田高子、製作・配給日本シネマ、1966年10月公開（成人映画・映倫番号 14664） - 監督、77分の上映用プリントをNFCが所蔵[8]
- 『結婚詐欺』 : 主演美矢かほる、製作ICAプロダクション、配給東京興映、1966年12月公開（成人映画・映倫番号 不明）
- 『一〇〇万人の女性より あやまち』（『あやまち』） : 主演美矢かほる、製作寺坂プロダクション、配給新東宝映画、1967年3月公開（成人映画・映倫番号 不明）
- 『続悪徳医 女医篇』 : 企画千葉実、脚本司知巳、主演左京未知子、製作・配給日本シネマ、1967年5月23日公開（成人映画・映倫番号 14918） - 監督、72分の上映用プリントをNFCが所蔵[8]、米国でDVD発売[13]
- 『蛇淫』 : 主演水城リカ、製作・配給東京興映、1967年7月11日公開（成人映画・映倫番号 14977） - 監督（小森白とも[9]）
- 『女体蒸発』 : 主演泉ユリ、製作・配給日本シネマ、1967年7月18日公開（成人映画・映倫番号 14993）
- 『骨ぬき』 : 企画京城児、脚本伴照夫、主演美矢かほる、製作・配給六邦映画、1967年9月12日公開（成人映画・映倫番号 15056） - 監督、74分の上映用プリントをNFCが所蔵[8]、米国でDVD発売[13][25]
- 『続・みだれ髪 肌色じかけ』 : 主演千月のり子、製作・配給六邦映画、1967年11月7日公開（成人映画・映倫番号 15134）
- 『後家ごろし』 : 主演松井康子、製作・配給東京興映、1967年公開（成人映画・映倫番号 不明）
- 『整形処女』 : 主演小柴とも子、製作東芸プロダクション、1967年公開（成人映画・映倫番号 不明）
- 『四畳半裏ばなし』 : 主演清水世津、製作・配給六邦映画、1967年製作・公開（成人映画・映倫番号 不明） - 監督、73分の上映用プリントをNFCが所蔵[8]
- 『白い快感』 : 企画・製作菜穂俊一、脚本鳴滝三郎、主演乱孝寿、製作・配給ワールド映画、1968年6月公開（成人映画・映倫番号 15382）
- 『妖婦の生態』 : 主演清水世津、製作・配給大東映画、1968年公開（成人映画・映倫番号 不明）
- 『すすり泣き 非行性犯罪』 : 製作独立映画、1968年公開（成人映画・映倫番号 不明）
- 『もち肌くずれ』 : 主演清水世津、製作・配給六邦映画、1968年公開（成人映画・映倫番号 不明）
- 『悪徳女校医』[8]（『悪徳女高医』[12]） : 製作馬場内弘、脚本池田正一、主演辰巳典子、製作・配給日本シネマ、1968年公開（成人映画・映倫番号 不明） - 監督[8]（佐々木元とも[12]）、74分の上映用プリントをNFCが所蔵[8]
- 『銭と肌 巷説三億円強奪事件』（『銭と肌』） : 製作協立映画、配給新東宝興業、1969年3月公開（成人映画・映倫番号 15801）
- 『乳房開眼』 : 主演乱孝寿、製作福田プロダクション、配給関東映配、1969年5月公開（成人映画・映倫番号 15891）
- 『女体情話』 : 主演浜裕子、製作福田プロダクション、配給明光セレクト、1969年6月公開（成人映画・映倫番号 15931）
- 『妾と妻』 : 主演清水世津、製作福田プロダクション、配給関東映配、1969年7月2日審査・公開（成人映画・映倫番号 不明）
- 『裸身盗人』 : 製作福田プロダクション、配給関東映配、1969年8月20日審査・9月公開（成人映画・映倫番号 16036）
- 『おんな情欲絵巻 必殺女斬り』（『おれん情欲絵巻 必殺女斬り』『必殺女斬り』） : 製作馬場内弘、脚本池田正一、主演小城かほり、製作・配給日本シネマ、1969年9月30日審査・9月公開（成人映画・映倫番号 16079） - 監督、65分の上映用プリントをNFCが所蔵[8]
- 『肉ずき』 : 主演麻起れい子、製作福田プロダクション、配給関東映配、1969年11月1日審査・公開（成人映画・映倫番号 不明）
- 『龍王子』#1-4 : 製作國民教育電影、1969年公開（台湾）
- 『飛剣』 : 製作國民教育電影、1969年公開（台湾）
- 『衝撃の性告白 交換の罠』[8]（『交換の罠』） : 主演青山美沙、製作福田プロダクション、配給日本シネマ、1971年5月11日審査・5月公開（成人映画・映倫番号 16771） - 監督・「船橋一」名義、64分の上映用プリントをNFCが所蔵[8]
- 『愛の入場券』 : 1971年公開
- 『再見我的愛』 : 製作英和インターナショナル、1972年公開（インドネシア）

## ビブリオグラフィ
国立国会図書館蔵書等による福田の記事・エッセイ等の一覧。
- 「二等兵物語」福田晴一 : 『週刊娯楽よみうり』第1巻第3号所収、読売新聞社、1955年11月発行、p.53-54.
- 新作グラフィック「続二等兵物語」福田晴一 : 『キネマ旬報』第150号通巻965号所収、キネマ旬報社、1956年7月発行、p.27.
- 「続二等兵物語」梁取三義・福田晴一 : 『週刊娯楽よみうり』第2巻第30号所収、読売新聞社、1956年7月発行、p.57.
- 「スタジオ拝見 三十六人の乗客ほか」東京映画杉江敏男・松竹福田晴一 / 祓川親茂 : 『週刊娯楽よみうり』第3巻第11号所収、読売新聞社、1957年3月発行、p.72-73.
- 「新作グラビア 活弁物語」福田晴一 : 『キネマ旬報』第184号通巻999号所収、キネマ旬報社、1957年8月発行、p.35.
- 「白い粉の恐怖は描けないのか 『第三捜査命令』の場合」福田晴一 : 『映画芸術』第13巻第11号通巻218号所収、映画芸術社、1965年11月発行、p.67.